# Luis Barbat
Ne doit pas être confondu avec Louis Barbat.
Pour les articles homonymes, voir Barbat.
Luis Barbat, de son vrai nom Luis Alberto Barbat Hudema, est un footballeur uruguayen né le 17 juin 1968 à Montevideo (Uruguay).

## Biographie
Il participe à la Copa América 1991 puis à la Copa América 2004 et compte dix sélections entre 1992 et 2004.

## Carrière
- 1985 : Progreso ( Uruguay)
- 1986 - 1991 : Estudiantes de La Plata ( Argentine)
- 1992 - 1993 : Liverpool ( Uruguay)
- 1994 - 1996 : Colo Colo ( Chili)
- 1996 - 1997 : Independiente Medellín ( Colombie)
- 1997 - 1999 : Deportes Tolima ( Colombie)
- 2000 - 2002 : América de Cali ( Colombie)
- 2003 - 2005 : Danubio ( Uruguay)
- 2006 : Central Español ( Uruguay)
- 2007 : Atlético Bucaramanga ( Colombie)
- 2008 : Juventud Las Piedras ( Uruguay)

## Palmarès
- Troisième de la Copa América 2004 avec l'équipe d'Uruguay
- Champion de Colombie en 2000, 2001 et 2002 (Tournoi d'ouverture) avec l'América Cali
- Champion d'Uruguay en 2004 avec le Danubio FC